# Número abundante

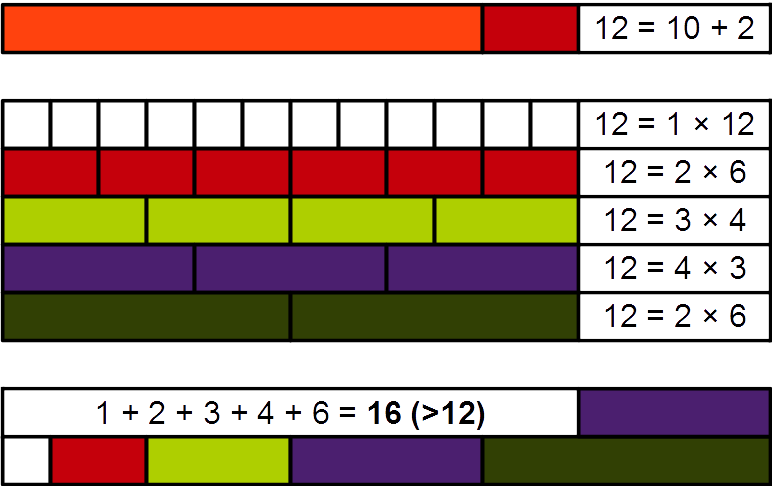
Demostración con las regletas de Cuisenaire de la abundancia del número 12

En teoría de números, un número abundante o número excesivo es un número para el cual la suma de sus divisores propios es mayor que el propio número. El entero 12 es el primer número abundante. Sus divisores propios son 1, 2, 3, 4 y 6 para un total de 16. La cantidad en que la suma excede al número es la abundancia. El número 12 tiene una abundancia de 4, por ejemplo.

## Definición
Un número n para el cual la suma de sus divisores σ(n) > 2n, o, de manera equivalente, la suma de los divisores propios (o suma alícuota) s(n) > n.
La abundancia es el valor σ(n) − 2n (o s(n) − n).

## Ejemplos
Los primeros 28 números abundantes son:
12, 18, 20, 24, 30, 36, 40, 42, 48, 54, 56, 60, 66, 70, 72, 78, 80, 84, 88, 90, 96, 100, 102, 104, 108 , 112, 114, 120, ... (sucesión A005101 en OEIS).
Por ejemplo, los divisores propios de 24 son 1, 2, 3, 4, 6, 8 y 12, cuya suma es 36. Como 36 es mayor que 24, el número 24 es abundante. Su abundancia es 36 − 24 = 12.

## Propiedades

Sea el número de números abundantes que no exceden. Gráfica de para (con en escala logarítmica)

- El número abundante impar más pequeño es 945.
- El número abundante más pequeño que no es divisible por 2 o por 3 es 5391411025, cuyos factores primos distintos son 5, 7, 11, 13, 17, 19, 23 y 29 (sucesión A047802 en OEIS). Un algoritmo proporcionado por Iannucci en 2005 muestra cómo encontrar el número abundante más pequeño que no sea divisible por los primeros k números primos.[1] Si {\displaystyle A(k)} representa el número abundante más pequeño no divisible por los primeros k primos, entonces para todos los {\displaystyle \epsilon >0} se tiene que

{\displaystyle (1-\epsilon )(k\ln k)^{2-\epsilon }<\ln A(k)<(1+\epsilon )(k\ln k)^{2+\epsilon }}
para k suficientemente grande.
- Todo múltiplo de un número perfecto (excepto el propio número perfecto) es abundante.[2] Por ejemplo, todo múltiplo de 6 mayor que 6 es abundante porque {\displaystyle 1+{\tfrac {n}{2}}+{\tfrac {n}{3}}+{\tfrac {n}{6}}=n+1.}
- Todo múltiplo de un número abundante es abundante.[2] Por ejemplo, todo múltiplo de 20 (incluido el propio 20) es abundante porque {\displaystyle {\tfrac {n}{2}}+{\tfrac {n}{4}}+{\tfrac {n}{5}}+{\tfrac {n}{10}}+{\tfrac {n}{20}}=n+{\tfrac {n}{10}}.}
- En consecuencia, existen infinitos números abundantes pares e impares.
- Además, el conjunto de números abundantes tiene una densidad natural distinta de cero.[3] Marc Deléglise demostró en 1998 que la densidad natural del conjunto de números abundantes y números perfectos está entre 0,2474 y 0,2480.[4]
- Un número abundante que no es múltiplo de un número abundante o un número perfecto (es decir, todos sus divisores propios son deficientes) se llama número abundante primitivo
- Un número abundante cuya abundancia es mayor que cualquier número inferior se denomina número altamente abundante, y uno cuya abundancia relativa (es decir, s(n)/n) es mayor que cualquier número inferior se denomina número superabundante
- Todo número entero mayor que 20161 se puede escribir como la suma de dos números abundantes.[5]
- Un número abundante que no es un número semiperfecto se llama número extraño.[6] Un número abundante con abundancia 1 se denomina número cuasiperfecto, aunque todavía no se ha encontrado ninguno.

## Conceptos relacionados

Diagrama de Euler de los números menores de 100, clasificados como abundantes, abundantes primitivos, altamante abundantes, superabundantes, colosalmente abundantes, altamente compuestos, altamente compuestos superiores, extraños y perfectos en relación con su deficiencia y composición de factores

Los números cuya suma de factores propios es igual al número en sí (como 6 y 28) se denominan números perfectos, mientras que los números cuya suma de factores propios es menor que el número en sí se denominan números defectivos. La primera clasificación conocida de los números como defectivos, perfectos o abundantes fue realizada por Nicómaco de Gerasa en su Introductio Arithmetica (alrededor del año 100 d. C.), que describía los números abundantes como animales deformes con demasiadas extremidades.
El índice de abundancia de n es la relación σ(n)/n. Los números distintos n1, n2, ... (abundantes o no) con el mismo índice de abundancia se denominan números amigables.
La sucesión (ak) de números menores n tales que σ(n) > kn, en los que a2 = 12 corresponden al primer número abundante, y crece muy rápidamente (sucesión A134716 en OEIS).
El entero impar más pequeño con índice de abundancia superior a 3 es 1018976683725 = 33 × 52 × 72 × 11 × 13 × 17 × 19 × 23 × 29.
Si p= (p1, ..., pn) es una lista de primos, entonces p se denomina abundante si algún número entero compuesto solo de primos en p es abundante. Una condición necesaria y suficiente para esto es que el producto de pi / (pi − 1) sea > 2.